# Leptochela (Leptochela) sydniensis
Leptochela (Leptochela) sydniensis is een garnalensoort uit de familie van de Pasiphaeidae. De wetenschappelijke naam van de soort is voor het eerst geldig gepubliceerd in 1940 door Dakin & Colefax.